# Campionati europei di tuffi 2019 - Trampolino 3 metri sincro femminile
La gara della trampolino 3 metri sincro femminile ai campionati europei di tuffi 2019 si è svolta l'11 agosto 2019, presso la Sport Arena Liko di Kiev. Vi hanno preso parte 7 coppie di atlete. L'Italia, che avrebbe dovuto gareggiare con il duo Chiara Pellacani-Elena Bertocchi ha rinunciato a partecipare a causa di un infortunio di quest'ultima.

## Medaglie
| Posizione | Atlete                            | Paese    |
| --------- | --------------------------------- | -------- |
| Oro       | Ul'jana Kljueva Vitaliia Koroleva | Russia   |
| Argento   | Tina Punzel Lena Hentschel        | Germania |
| Bronzo    | Viktoriya Kesar Anna Pysmenska    | Ucraina  |

## Risultati
| Pos.    | Atlete                             | Nazionalità   | Tuffi | Tuffi | Tuffi | Tuffi | Tuffi | Totale | Totale |
| Pos.    | Atlete                             | Nazionalità   | T1    | T2    | T3    | T4    | T5    | Punti  | Pos.   |
| ------- | ---------------------------------- | ------------- | ----- | ----- | ----- | ----- | ----- | ------ | ------ |
| Oro     | Ul'jana Kljueva Vitalija Korolëva  | Russia        | 48.00 | 49.20 | 62.10 | 63.90 | 67.50 | 290.70 | 1      |
| Argento | Tina Punzel Lena Hentschel         | Germania      | 49.80 | 48.00 | 64.80 | 64.17 | 62.10 | 288.87 | 2      |
| Bronzo  | Viktorija Kesar Hanna Pys'mens'ka  | Ucraina       | 45.00 | 46.80 | 63.00 | 64.17 | 68.40 | 287.37 | 3      |
| 4       | Scarlett Mew-Jensen Maria Papworth | Gran Bretagna | 47.40 | 46.80 | 61.20 | 62.31 | 60.30 | 278.01 | 4      |
| 5       | Inge Jansen Celine van Duijn       | Paesi Bassi   | 41.40 | 45.60 | 59.40 | 62.10 | 56.70 | 265.20 | 5      |
| 6       | Madeline Coquoz Jessica Favre      | Svizzera      | 39.00 | 40.80 | 63.00 | 54.87 | 55.80 | 253.47 | 6      |
| 7       | Anne Vilde Tuxen Helle Tuxen       | Norvegia      | 43.20 | 42.60 | 56.28 | 0.00  | 49.41 | 191.49 | 7      |